# 吉爾福德教區
聖公會吉爾福德教區（英語：Diocese of Guildford）是英格蘭教會坎特伯雷教省下面的一個教區。成立於1927年5月1日。
轄區包括薩里郡大部以及漢普郡北部。座堂是吉爾福德座堂，現任主教為克里斯多福·希爾。下分一個副主教區、兩個會吏長區及十二個會吏區，管理168個堂區。